# مسجد سنغاراجا
مسجد سنغاراجا هو جامع تاريخي يقع في منطقة جالان حسن الدين في مدينة سنغاراجا في بالي في إندونيسيا، بني المسجد في عام 1654، وأصبح المسجد الآن فخر مدينة سنغاراجا لأنه تاريخيا شهد أول ظهور للإسلام في بالي.

## التاريخ
تاريخ هذا المسجد لا يمكن فصله عن دور الملك بوليلينغ، وهناك منحوتة في باب خشبي عند بوابة المسجد باللون الأخضر يعطي أشاره إلى أن المسجد تأسس في عهد الملك بوليلينغ، وأصبح مسجد سينغاراجا واحد من الشهود من التسامح الديني والجميل عفي الجزيرة منذ أول دخول الإسلام إلى بالي حتى هذه اللحظة، المسجد لا يزال يحتفظ بكتاب كتب بخط اليد من القرآن الكريم.

## العمارة
في الأصل بني المسجد كمكان للصلاة الخاصة للتجار الذين قد يمرون من المدينة، يشغل المسجد مساحة 1980 متر مربع ومحاط بسياج حديدي، للمسجد أيضا بوابة رئيسية، مدخل الفناء إلى الشرق من المسجد، أما السقف فهو على شكل هرم، وفي كل زاوية من المسجد هناك نحت للقبة، وبالإضافة إلى ذلك فإن البوابة لها اثنين من الأبواب في شكل السور الحديد.

### قاعة الصلاة
في الجزء الشمالي من مبنى مسجد سنغاراجا تقع غرفة الصلاة الرئيسية قياس 6.5 متر في 14.5 متر، أي أن مساحتها الاجمالية 94.25 متر مربع، المبنى مكون من طابقين، والذي يتكون من قاعة الصلاة الرئيسية ومكان الوضوء ودورة المياه في الأسفل، وغرفة لها باب ونافذة مع قوس في الأعلى، السقف لا يمتزج مع المبنى الرئيسي وهو سقف مسطح، أمام المبنى الرئيسي هناك مأذنة دائرية الشكل مع نافذة مستطيلة، الجزء العلوي هو شكل مثمن.